# Lu Chen
Lu Chen (chinesisch 劉謙, Pinyin Liú Qiān, W.-G. Liu Ch'ien; * 25. Juni 1976 in Kaohsiung, Taiwan) ist ein taiwanischer Zauberkünstler.

## Biografie
Bereits im Alter von sieben Jahren interessierte sich Lu Chen für die Zauberkunst, sodass er im Alter von 12 Jahren erfolgreich an einem nationalen Jugendzauberwettbewerb teilnehmen konnte, bei dem David Copperfield in der Jury saß und ihn später ermutigte, mit der Zauberei nicht aufzuhören. Allerdings bezweifelte er selbst, professioneller Zauberkünstler werden zu können, sodass er nach seinem Studium der Japanischen Literatur und Japanischen Sprache an der Soochow-Universität versuchte einen geregelten Job zu finden. Da ihm dies nicht gelang, probierte er mit seiner Zauberkunst Geld zu verdienen. Im Jahr 2001 schaffte er es mit seiner eigenen Fernsehshow Magic Star auf dem taiwanesischen Fernsehsender STAR Chinese Channel die erfolgreichste Show zu werden.

## Werk
- Ah! I'm Lose by Magic!: Ko Po International Ltd. 2005. ISBN 986-7323-18-1.
- Ah! I'm Lose by Magic! Part 2. Ko Po International Ltd. 2005. ISBN 986-7323-62-9.
- Magic Visa. Ko Po International Ltd. 2006. ISBN 986-7088-87-5.
- Men Who Learn Magic: 30 Tricks That Can Change Your Life. Ko Po International Ltd. 2008. ISBN 978-986-185-198-3.